# Северная Газа
Северная Газа (араб. محافظة شمال غزة‎) — одна из 16 провинций Государства Палестина. Расположена на севере сектора Газа. 
Согласно переписи 2017 года, население провинции составляет 368 978 человек.